# C17orf105
C17orf105 (англ. Chromosome 17 open reading frame 105) – білок, який кодується однойменним геном, розташованим у людей на 17-й хромосомі. Довжина поліпептидного ланцюга білка становить 164 амінокислот, а молекулярна маса — 19 546.
| 10         |  | 20         |  | 30         |  | 40         |  | 50         |
| ---------- |  | ---------- |  | ---------- |  | ---------- |  | ---------- |
| MNNSLDYLAY |  | PVIVSNHRQS |  | TTFRKKLDFG |  | HYVSHKNRIQ |  | IAKPTVDTKP |
| PVAHTNHILK |  | LSKLQGEQKK |  | INKIEYENKQ |  | LCQKIANAHR |  | GPAKVDCWNE |
| YFSKSLNRET |  | RNRELVRITM |  | ENQGILKRLV |  | DRKPHYDRRA |  | SEIDWQNSRR |
| YIRNTTRYLL |  | SQNE       |  |            |  |            |  |            |

A: Аланін

C: Цистеїн

D: Аспарагінова кислота

E: Глутамінова кислота

F: Фенілаланін

G: Гліцин

H: Гістидин

I: Ізолейцин

K: Лізин

L: Лейцин

M: Метіонін

N: Аспарагін

P: Пролін

Q: Глутамін

R: Аргінін

S: Серин

T: Треонін

V: Валін

W: Триптофан